# Kolob Arch
Kolob Arch est une arche naturelle située au sud-ouest de l'État américain de l'Utah. L'arche est localisée plus précisément au nord-ouest du parc national de Zion à l'intérieur des canyons de Kolob. L'arche est accessible après une marche aller-retour de près de 22 kilomètres sur un sentier de randonnée

## Description
L'organisme Natural Arch and Bridge Society considère la Kolob Arch comme une des plus longues arche naturelle au monde. En 2006, l'organisme mesura l'arche à 87,6 mètres (287.4 ± 2 pieds) ce qui est très légèrement inférieur à la longueur de la Landscape Arch située dans le parc national des Arches et mesurée en 2004 par le même organisme avec exactement 88,4 mètres (290.1 ± 0.8 pied). Des différences dans les techniques de mesure et dans les définitions des arches peuvent faire varier le classement.

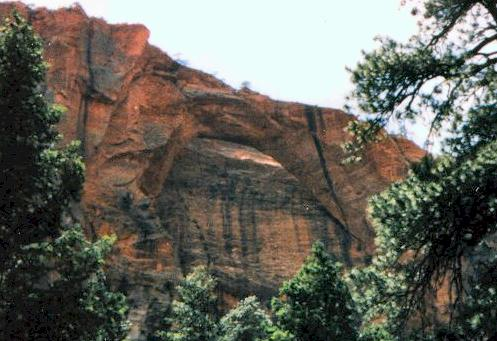
Kolob Arch.